# مزبرگ
مزبرگ (به آلمانی: Meseberg) یک منطقهٔ مسکونی در آلمان است که در استربورگ (آلتمارک) واقع شده‌است. مزبرگ ۳۵۶ نفر جمعیت دارد.